# Лидија Бизјак
Лидија Бизјак (Београд, 2. август 1976) српска је пијанисткиња.
Нижу и средњу музичку школу завршила у класи Злате Малеш у Музичкој школи Коста Манојловић у Земуну.
Са деветнаест година је дипломирала клавир на Музичкој академији у Београду у класи проф. Александра Шандорова и у истој класи 2000. завршила последипломске студије.
1995. је положила пријемни испит на Високом националном конзерваторијуму у Паризу и као прва на ранг листи ушла у класу проф. Жака Рувиера (фр. Jacques Rouvier). Дипломирала је 1998, а у истој класи 2001. завршава и последипломске студије.

## Наступи и награде
Још као ученица добитница многих првих награда на такмичењима у бившој Југославији, као и бројних награда на међународним такмичењима, у Паризу, Катанзару, Стрези и Усти над Лабом (Чешка).
На великом интернационалном конкурсу пијаниста у Даблину, 2000. добила је посебну награду за извођење обавезне композиције.
Током сезоне 2000/2001. одржала је 9 концерата у оквиру турнеје „Звезде у успону“ у најзначајнијим светским концертним дворанама по Европи и САД-у.
Остварила је бројне снимке за радио, телевизију и продукцију дискова у Србији, Француској, Чешкој, Немачкој, Ирској и два диска камерне музике за фондацију Б. Мартину у Прагу.